# Donar (Artillerie)
Das selbstfahrende, geschützte Artilleriegeschütz Donar wurde von KNDS Deutschland (ehemals KMW) und General Dynamics European Land Systems (GD ELS) entwickelt und getestet. Der Name des Geschützes wurde von dem west-germanischen Namen des Donnergottes Thor abgeleitet. Bis in die 2010er-Jahre ist keine Serienfertigung für Streitkräfte bekannt geworden. RCH 155 ist eine Weiterentwicklung von Donar auf Radfahrgestell.
Donar wurde im Jahr 2008 vorgestellt und erstmals im Juni 2008 auf der Eurosatory, der weltweit größten Fachmesse für militärische Landsysteme, ausgestellt. Das Bundesamt für Wehrtechnik und Beschaffung (BWB) hat Donar bereits ausführlich getestet.

## Aufbau und Technik
Donar besteht aus zwei Hauptkomponenten: Dem Artillerie-Geschütz-Modul (englisch Artillery Gun Module, AGM) von KNDS Deutschland (ehemals Krauss-Maffei Wegmann) und einem gepanzerten Fahrwerk, das von einem leicht gepanzerten Fahrzeug beziehungsweise von einem Schützenpanzer abgeleitet wird.

### Fahrwerk
Das Fahrwerk des Donar wird von GD ELS geliefert. Nachdem der erste Entwicklungsschritt und Prototyp, als KMW AGM bezeichnet, noch auf dem Fahrgestell des Mehrfachraketenwerfers MLRS basierte, wurde der derzeitige Entwicklungsstand auf einem modifizierten Fahrwerk des Schützenpanzers ASCOD 2 aufgebaut. Durch das niedrige Gefechtsgewicht von rund 35 t besitzt das Geschütz eine hohe Gefechtsfeldmobilität, die der eines modernen Schützenpanzers entspricht.
Donar wird von nur zwei Soldaten (Fahrer und Kommandant) bedient, die getrennt vom Geschützmodul das System aus einer geschützten Fahrerkabine bedienen. Die Panzerung schützt vor Beschuss aus Handfeuerwaffen und Granatsplitter, kann aber durch modulare Panzerungselemente stark erhöht werden. Die Kabine besitzt einen vollständigen ABC-Schutz, und das gesamte Fahrzeug ist mit einem automatischen Feuerlöschsystem ausgerüstet.
Donar ist durch sein relativ geringes Transportgewicht von 31,5 t lufttransportfähig und kann beispielsweise mit dem Airbus A400M oder strategischen Militärflugzeugen, wie zum Beispiel der Boeing C-17, transportiert werden. Dagegen ist es für den Transport mit der C-130 Hercules oder der Transall C-160 zu groß und zu schwer.

### Artillerie-Geschütz-Modul (AGM)
Das unbemannte AGM besteht aus einer 155-mm-L/52-Kanone mit automatischer Zufuhr von Granaten und Treibladungen und wiegt 12,5 t. Sie entspricht dem Joint Ballistics Memorandum of Understanding (JBMoU), dem NATO-Standard für 155-mm-Munition und kann daher verschiedene Geschosse verschießen. Die Waffenanlage ist prinzipiell die gleiche, die in der Panzerhaubitze 2000 (PzH 2000) Verwendung fand. Sie wird von Rheinmetall hergestellt und hat eine Gesamtlänge mit Bodenstück von 9129 mm. Für den Einsatz im AGM wurde sie allerdings leicht modifiziert: So wurde unter anderem die Anzahl der mitgeführten Granaten von 60 auf 30 halbiert und durch eine vollständige Automatisierung der Ladeprozesse zum kombinierten Zuführen der Granaten und Treibladungen ergänzt.
Die Leistungsparameter des Geschützes der PzH 2000 blieben erhalten, sodass eine Kadenz von mindestens sechs Schuss pro Minute und eine Reichweite von 40 km mit ERFB-Munition (englisch Extended Range Full Bore-Munition ‚reichweitengesteigerte Vollkalibermunition‘) und 56 km mit V-LAP-Geschossen möglich ist, das heißt Geschosse, die von einem kleinen Raketenmotor nachbeschleunigt werden. Das AGM bietet dabei vollständige Autonomie und Fernbedienbarkeit für seine Systeme bei einem Azimutbereich von 360 Grad und eine Elevation von 0 bis 70 Grad. Wie die PzH 2000 ist es in der Lage, im MRSI-Verfahren (englisch Multiple Rounds Simultaneous Impact ‚mehrere Geschosse, gleichzeitiger Einschlag‘) vier Granaten auf ein Ziel abzufeuern, die synchron einschlagen.

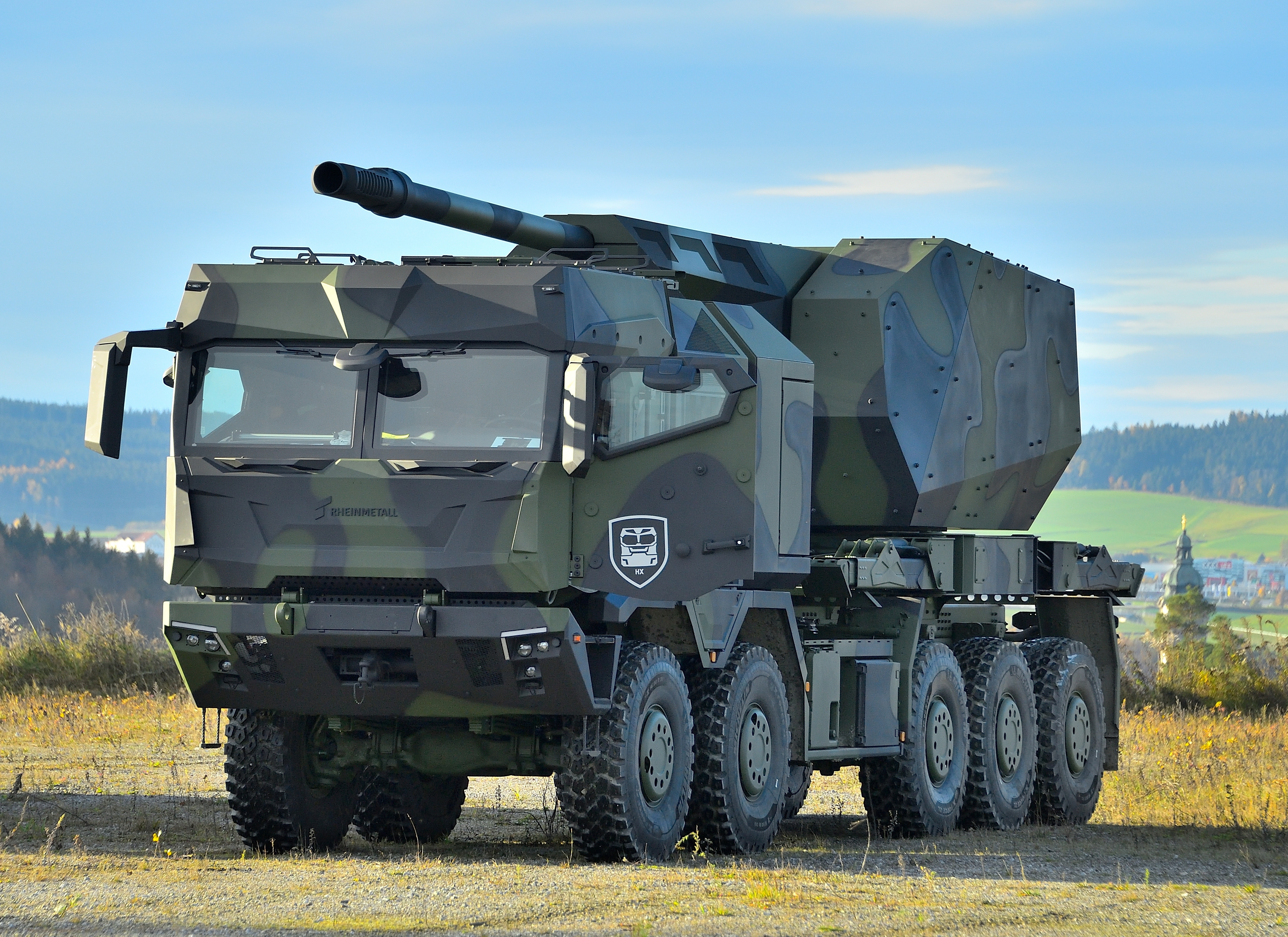
AGM-System auf 10×10 Rheinmetall RMMV HX

Das vollautomatisierte AGM-System für NATO-Munitionssorten wurde von KNDS Deutschland (ehemals KMW) auch auf Basis eines 8×8-Lastkraftwagens und mit einem 8×8-Radpanzer des Typs GTK Boxer als RCH 155 (englisch Remote Controlled Howitzer 155 ‚ferngesteuerte Haubitze 155‘) montiert und angeboten.

## Sonstiges
Donar erfüllt den NATO-Standard 2832 für den Transport mit der Eisenbahn.